# مستشفى شرم الشيخ الدولي
مستشفى شرم الشيخ الدولي مستشفى خاص يقع في حي النور بمدينة شرم الشيخ بمحافظة جنوب سيناء، يتضمن كافة الخدمات الصحية والعلاجية لجميع التخصصات، تأسس عام 1997. تقع المستشفى على مساحة قدرها 12 ألف متر مربع.
يُعتبر من مستشفيات السياحة العلاجية في مصر.

## الوصف
تبلغ الطاقة الاستيعابية للمستشفى، 21 عيادة خارجية بمختلف التخصصات الطبية منها (قلب، أطفال، جلدية، أسنان، رمد، نساء، عظام، مخ وأعصاب، تجميل، باطنة، أوعية، أنف وأذن، مسالك، جراحة، فيروسات كبدية)، بالإضافة إلى 6 غرف طوارئ بسعة سريرية 25 سرير (5 إنعاش رئوي، 5 تصنيف مرضى، 12 ملاحظة، 1 عزل، 2 ملاحظة منفصلة)، وغرفتين للغسيل الكلوي بسعة 5 ماكينات غسيل، ووحدة مناظير الجهاز الهضمي، إلى جانب 79 سرير بالأقسام الداخلية والأجنحة، و16 رعاية عامة ورعايتين للقلب، و7 غرف عمليات منها غرفتين لعمليات القلب المفتوح وواحدة لعمليات الطوارئ، و8 حضانات للأطفال المبتسرين، بالإضافة إلى غرف المعامل والأشعات بمختلف أنواعها.